# Andrij Procenko
Andrij Oleksijovyč Procenko (ukrajinsky Андрій Олексійович Проценко; * 20. května 1988) je ukrajinský atlet, jehož specializací je skok do výšky. V roce 2022 získal na mistrovství světa v americkém Eugene bronzovou medaili za výkon 233 cm. Ve stejném roce vybojoval bronzovou medaili i na mistrovství Evropy.

## Osobní rekordy
- hala – 236 cm – 9. březen 2014, Sopoty
- venku – 240 cm – 3. červenec 2014, Lausanne